# Onthophagus neboissi
Onthophagus neboissi là một loài bọ cánh cứng trong họ Bọ hung (Scarabaeidae).